# Ajsa Mandí
Ajsa Mandí (arabsky عيسى ماندي‎; * 22. října 1991 Châlons-en-Champagne) je alžírský profesionální fotbalista, který hraje na pozici středního obránce za španělský klub Villarreal CF a za alžírský národní tým. Je účastníkem Mistrovství světa 2014 v Brazílii.

## Klubová kariéra
Rodák z Châlons-en-Champagne Mandí je odchovancem francouzského klubu Stade de Reims, v jehož dresu debutoval v roce 2010 v profesionálním fotbale.

## Reprezentační kariéra
Ajsa Mandí reprezentuje Alžírsko, ačkoli by byl mohl hrát i za Francii. Zvolil si reprezentaci severoafrické země. V reprezentačním A-mužstvu Alžírska debutoval 5. března 2014 proti Slovinsku.
Bosenský trenér Alžírska Vahid Halilhodžić jej vzal na Mistrovství světa 2014 v Brazílii. Na šampionát cestoval s pouhými dvěma odehranými zápasy za alžírský A-tým. Alžírsko postoupilo poprvé v historii do osmifinále MS, kde vypadlo s Německem po výsledku 1:2 po prodloužení.